# Elizabeth Ripper
Elizabeth Arnold Ripper (7 septembre 1909 - juin 2004) est une géologue australienne, connue pour ses importants travaux sur les stromatoporoïdes.
Elizabeth ou Betty Ripper, comme elle est le plus souvent appelée, nait à Melbourne, en Australie le 7 septembre 1909. Elle fréquente la Melbourne High School de 1925 à 1927. Ripper s'intéresse très tôt à la géologie, sa passion se révélant après des cours suivis à l'école au cours de l'année 1925. Malgré plusieurs essais, sa famille ne parvient pas à la dissuader de poursuivre des études dans ce domaine à l'université. 

## Travaux de recherche
Ripper entreprend une licence de sciences en géologie à l'Université de Melbourne de 1928 à 1931 et obtient son diplôme. En 1928, elle remporte aussi plusieurs prix : celui de la bourse JFW Payne en botanique et ainsi que la bourse Argus en géologie. Ces bourses récompensent les étudiants de première année de géologie les plus méritants de l'université de Melbourne et existent encore aujourd'hui. Elle poursuit ses études en entreprenant en 1932 un master de géologie, rendu possible par l'obtention de plusieurs bourses au mérite : la bourse Kernot et la bourse Wyselaskie. Alors que le département de géologie de l'université de l'époque est fortement influencé par les études pétrologiques du professeur Ernest W. Skeats, Ripper est plutôt attiré par les programmes paléontologiques de Frederick A. Singleton. Elle participe à des études de terrain géologique en compagnie d'un certain nombre d'étudiantes du département, ainsi que d'Edwin Sherbon Hills. Ripper s'intéresse d'abord aux Graptolites de l'Ordovicien et du Silurien, et écrit également sur les stromatoporoïdes du Silurien (Lilydale Limestone) pour sa thèse de master. Frederick Chapman du National Museum of Victoria devient son tuteur au cours de ces travaux. Son travail impressionne ses superviseurs et Ripper est encouragée à partir pour Cambridge en 1933 et étudier avec Gertrude Elles au Musée des Sciences de la Terre de Sedgwick, Université de Cambridge, qui est une experte des graptolites. Ripper gagne ainsi une traversée pour Cambridge et elle emporte avec elle ses échantillons collectés autour de Victoria, ainsi que des stromatoporoïdes de Lilydale et Buchan. Gertrude Elles approchant de la retraite en 1933, sa supervision de Ripper est assez réduite, d'autant qu'elle supervise également une autre étudiante australienne, Dorothy Hill qui a obtenu son doctorat à Cambridge en 1933. Bénéficiant d'une bourse qui couvre encore quatre années d'études, Hill décide de rester sur place. Hill et Ripper travaillent alors en étroite collaboration au Musée des Sciences de la Terre de Sedgwick, au Newnham College ainsi que sur le terrain, collectant des spécimens au Pays de Galles. Les recherches de Ripper s'éloignent des graptolites et se concentrent sur les stromatoporoïdes qu'elle a rapportés d'Australie. Elle obtient également l'autorisation d'utiliser des documents du Musée d'histoire naturelle de Londres et du Musée de Sedgwick avec le soutien de ses tuteurs, William Dickson Lang et Henry Dighton Thomas. Elle obtient son doctorat en 1936 et publie notamment ses recherches dans des revues australiennes.

## Fin de carrière
Rentrée en Australie après avoir terminé son doctorat, Ripper décide finalement de retourner en Angleterre et épouse un collègue géologue, Stanley CA Holmes, attaché au Great Britain Geological Survey,. La Grande Dépression ayant un effet dévastateur sur les possibilités d'emploi, les offres de postes se raréfient, particulièrement pour une femme géologue. Ripper rejoint la Société géologique de Londres, mais ne parvient pas à trouver de travail. L'avènement de la Seconde Guerre mondiale et la nécessité de s'occuper de sa famille réduisent peu à peu sa possibilité de poursuivre la recherche et de trouver un emploi.
Elle continue cependant à s'intéresser aux recherches sur les stromatoporoïdes et aux activités de l'Association géologique jusqu'aux années 1990.
Ripper s'éteint à Ewell, dans le comté du Surrey en juin 2004.

## Héritage
Les travaux de Ripper sur les stromatoporoïdes du Dévonien inférieur de l'époque victorienne sont toujours valables aujourd'hui, et deux espèces portent désormais son nom - Pseudotrupetostroma ripperae de Jesse Limestone (Nouvelle-Galles du Sud) et Hermatostromella holmesae de Lilydale Limestone (Victoria). Presque toutes les espèces et sous-espèces qu'elle a nommées dans ses articles de 1933, 1937a et 1937c ont résisté à l'étude actuelle.